# 台爾曼諾沃
博伊基夫斯凱（烏克蘭語：Бойківське），俄占当局称为台尔曼诺沃，是烏克蘭東部顿涅茨克州卡利米烏斯凱區博伊基夫斯凱市鎮的市級鎮及其行政中心，亦曾為博伊基夫斯凱區於2020年被撤消前的行政中心。該鎮距離頓涅茨克67公里，始建於1897年，2011年人口4,577。

## 历史
2014年乌克兰危机中，该地被顿涅茨克人民共和国实际占领；在战火中，镇内的东正教堂毁于战火。该地在2016年之前称为台尔曼诺韦（烏克蘭語：Тельманове），俄语名译名则为台尔曼诺沃。
2016年，根据乌克兰最高拉达的法令，该地计划改名博伊基夫斯凯，所在的区也跟随改名为博伊基夫斯凯区，但俄占当局仍使用旧名。
2023年12月11日，乌军攻击了位于台尔曼诺沃的文化宫；据前马里乌波尔市顾问彼得罗·安德柳先科说，当时正在文化宫的十多名乌东分离主义者被炸死。